# Erik Boije
Erik Rudolf Boije, född  5 augusti 1915 i Stockholm, död 23 september 1950 vid ett flyghaveri i Karlstad, var en svensk målare och teckningslärare.
Han var son till kamreren Karl Boije och Helfrida Almqvist.
Efter studentexamen studerade Boije till teckningslärare. Efter studierna företog han studieresor till Belgien, Nederländerna och Frankrike. Han anställdes som teckningslärare i Karlstad 1942. Separat har han ställt ut med utställningen 100 grabbar på Värmlands museum 1948 och Pojkar i blyerts på Värmlands museum 1949. Tillsammans med Bo Irvall i Karlstad 1949. 
Hans konst består av teckningar huvudsakligast med barnporträtt samt måleri och skulpturer. 
Boije är representerad vid Värmlands museum.
Vid sin död hade Erik Boije långt gångna planer på att bygga ett sommarhem för mindre bemedlade elever. Han hade startat Sommarstiftelsen vid Högre Allmänna Läroverket i Karlstad och köpt en tomt på Tjärnö i Bohuslän där han tillsammans med elever från läroverket i Karlstad hade börjat röja för en byggnad. Efter Boijes död låg verksamheten i stiftelsen nere fram till 1969, då Tingvallagymnasiets rektor lämnade in en skrivelse till Länsstyrelsen där stiftelsen bytte namn till Erik Boijes stiftelse. Boije hade själv börjat samla in pengar till stiftelsen på olika sätt. Bland annat hade han en utställning med egna teckningar där intäkterna gick till den planerade kolonin. Efter hans död anordnades också en auktion på dödsboet, där pengarna gick till stiftelsen. Tomten på Tjärnö såldes av 1994 och avkastningen används till två stipendier om året till gymnasieelever som gjort något exceptionellt utifrån sina förutsättningar.
Boije avled i samband med att tidningsflygplanet från Svenska Aero SE-BRS havererade strax efter start från Karlstads flygplats. Man antar att haveriet berode på att en medföljande grupp från Karlstads Atletklubb hade en känd tyngdlyftare vägande ca 100 kilo med och denna hade placerats längst bak varpå planets tyngdpunkt kom för långt bak. Planet stegrade sig och 10 människor avled.
Erik Boije är begravd på Skogskyrkogården i Stockholm.